# Сміт
Сміт (англ. Smith, також англ. Smyth, «коваль») — одне з найпоширеніших англійських та шотландських прізвищ і найпоширеніше (на 1990 рік) американське прізвище.
Український відповідник — Коваль, а також Коваленко, Ковальчук тощо.

## Відомі носії та носійки

### А
- Адам Сміт (англ. Adam Smith; 1723–1790) — шотландський економіст і філософ, один із засновників сучасної економічної теорії.
- Адам Сміт (англ. Adam James Smith; нар. 1991) — англійський футболіст, захисник.
- Адріан Сміт (англ. Adrian Frederick Smith; нар. 1957) — британський рок-гітарист, музикант, художник, автор пісень, продюсер, один з трьох гітаристів хеві-метал гурту Iron Maiden.
- Альфред Сміт (англ. Alfred Emanuel Smith; 1873–1944) — американський політик, кандидат у президенти США у 1928 році .
- Анна-Ніколь Сміт (англ. Anna Nicole Smith; 1967–2007) — американська модель і акторка.
- Артур Дональдсон Сміт (англ. Arthur Donaldson Smith; 1866—1939) — американський лікар, мисливець і дослідник Африки.
- Аугустус Вільям Сміт (англ. Augustus William Smith; 1802—1866) — американський педагог, астроном і математик середини 19 ст.

### Б
- Бессі Сміт (англ. Bessie Smith; 1894—1937) — американська співачка, одна з найвідоміших і найвпливовіших виконавиць блюзу 1920-30-х років.
- Біллі Сміт (англ. Billy Smith; нар. 1950) — канадський хокеїст, воротар.
- Бінго Сміт (англ. Robert "Bingo" Smith; нар. 1946) — американський баскетболіст, захисник і форвард.
- Боббі Сміт (англ. Bobby Smith; 1933—2010) — англійський футболіст, нападник.
- Бредлі Сміт (англ. Bradley Smith; нар. 1990) — британський мотогонщик.
- Брендон Сміт (англ. Brandon Smith; нар. 1973) — канадський хокеїст.
- Бубба Сміт (англ. Charles Aaron «Bubba» Smith; 1945—2011) — американський актор і гравець в американський футбол.

### В
- Вальтер Беделл Сміт (англ. Walter Bedell Smith; 1895—1961) — американський воєначальник, генерал армії США та дипломат.
- Вернон Сміт (англ. Vernon L. Smith; нар. 1927) — американський економіст, лауреат Нобелівської премії (2002).
- Вілл Сміт (англ. Willard Christopher «Will» Smith, Jr.; нар. 1968) — американський актор кіно.
- Ві́ллі Смі́т (англ. Willie Smith; 1886—1982) — англійський колишній гравець у снукер та англійський більярд. Чемпіон світу з англійського більярду та фіналіст чемпіонату світу зі снукеру.
- Вільям Френч Сміт (англ. William French Smith; 1917—1990) — американський юрист і політик-республіканець.
- Вільям Юджин Сміт (англ. William Eugene Smith; 1918—1978) — американський фотожурналіст, документальний фотограф.
- Вісперінг Сміт (англ. Whispering Smith; справжнє ім'я Мозес Сміт; 1932—1984) — американський блюзовий музикант.
- В'ятт Сміт (англ. Wyatt Smith; нар. 1977) — американський хокеїст.

### Г
- Гері Сміт:

- Гері Сміт[en] (* 1968) — англійський футболіст та тренер.
- Гері Сміт (* 1944) — канадський хокеїст.
- Гері Сміт[en] (1958–2023) — музичний продюсер.
- Гері Сміт[en] (* 1969) — північноірландський футболіст та тренер.

- Гвінн Сміт (англ. Owen Guinn Smith; 1920—2004) — американський легкоатлет, олімпійський чемпіон зі стрибків з жердиною (1948).
- Гелен Фейрчайлд Сміт (англ. Helen Fairchild Smith; 1837—1926) — американська науковиця, очільниця Веллського жіночого коледжу (1894—1905).
- Гемілтон Сміт (англ. Hamilton Othanel Smith; нар. 1931) — американський мікробіолог, лауреат Нобелівської премії (1978).
- Генрі Сміт (англ. Henry George Smith; нар. 1956)— шотландський футболіст, воротар.
- Голланд Сміт (англ. Holland McTyeire Smith; 1882—1967) — полководець США, генерал морської піхоти, один з командирів союзницьких сил під час Другої світової війни, відомий як «батько десантників» США.

### Д
- Д. Дж. Сміт (англ. Denis Joseph "D. J." Smith; нар. 1977) — канадський професійний хокейний тренер і колишній гравець.
- Даг Сміт (англ. Doug Smith; нар. 1962) — канадський хокеїст.
- Дейві Бой Сміт (англ. Davey Boy Smith, уроджений — Девід Сміт, англ. David Smith; 1962—2002) — англійський реслер.
- Деніел Рудольф Сміт (англ. Daniel Rudolph Smith; нар. 1954) — намібійський дипломат.
- Джастіс Сміт (англ. Justice Smith; нар. 1995) — американський актор.
- Джейден Сміт (англ. Jaden Smith; нар. 1998) — американський актор.
- Джейті Сміт (англ. J. T. Smith; нар. 1998) — американський спринтер, чемпіон світу.
- Джеймі Сміт (англ. Jamie Smith; нар. 1988), відомий під псевдонімом Jamie xx — американський музикант, діджей, продюсер, учасник гурту The xx.
- Джеймс Едвард Сміт (англ. Sir James Edward Smith; 1759—1828) — англійський ботанік, засновник Лондонського Ліннеївського товариства.
- Джейсон Сміт (англ. Jason Victor Smith; нар. 1986) — американський баскетболіст, центровий і форвард.
- Джек Сміт (1969) — американський юрист.
- Джессі Сміт (англ. Jesse Smith; нар. 1983) — американський ватерполіст, олімпійський медаліст (2008).
- Джиммі Сміт (англ. James Oscar "Jimmy" Smith; нар. 1925) — американський органіст, джазовий виконавець, що створив школу гри на органі «Геммонд».
- Джиммі Сміт (англ. Jimmy Smith; нар. 1947) — шотландський футболіст.
- Джина Сміт (англ. Gina Smith; нар. 1957) — канадська вершниця, бронзова призерка Олімпійських Ігор 1988 року в командній виїздці.

Джо Сміт
- Джо Сміт (англ. Joseph Leynard Smith; нар. 1975) — американський баскетболіст, форвард.
- Джо Сміт (англ. Joseph Smith; нар. 1889) — англійський футболіст і футбольний тренер.
- Джо Сміт-молодший (англ. Joe Smith Jr.; нар. 1989) — американський боксер-професіонал у напівтяжкій і в першій тяжкій вагових категоріях.
- Джон Доннелл Сміт (англ. John Donnell Smith; 1829—1928) — американський ботанік-систематик, капітан кавалерії армії конфедератів.
- Джоніель Сміт (англ. Jonielle Smith; нар. 1996) — ямайська легкоатлетка.
- Джонован Сміт (англ. Jonovan Darius Smith; нар. 2001) — пуерториканський борець вільного стилю, срібний призер Панамериканського чемпіонату (2024).
- Джордж Сміт (англ. George P. Smith; нар. 1941) — американський вчений-хімік, нобелівський лауреат (2018).
- Діна Ашер-Сміт (англ. Dina Asher-Smith; нар. 1995) — британська легкоатлетка, чемпіонка світу та Європи в спринті.

Дін Сміт
- Дін Сміт (англ. Dean Edwards Smith; 1931—2015) — американський баскетбольний тренер.
- Дін Сміт (англ. Dean Smith; нар. 1971) — британський екс-футболіст, футбольний тренер.
- Дін Сміт (англ. Finis Dean Smith; нар. 1932) — американський легкоатлет, олімпійський чемпіон (1952); по завершенні спортивної кар'єри — каскадер.

Джозеф Сміт
- Джозеф Сміт (англ. Joseph Smith, Jr.; 1805—1844) — американський релігійний діяч, засновник Церкви Ісуса Христа Святих останніх днів
- Джозеф Філдінг Сміт Старший (англ. Joseph Fielding Smith, Sr.; 1838—1918) — 6-й президент Церкви Ісуса Христа Святих останніх днів.

Джон Сміт
- Джон Доннелл Сміт (англ. John Donnell Smith; 1829—1928) — американський ботанік-систематик, капітан кавалерії армії конфедератів.
- Джон Сміт (англ. John Smith; 1798—1888) — англійський ботанік, перший куратор Королівського ботанічного саду К'ю.
- Джон Сміт (англ. John Smith; 1580—1631) — англійський письменник і моряк, один із засновників і лідерів Джеймстауна.

Джордж Сміт
- Джордж Сміт (англ. George Elwood Smith; нар. 1930) — американський фізик, лауреат Нобелівської премії з фізики за 2009 рік.
- Джордж Мюррей Сміт (англ. George Murray Smith; 1824—1901) — видавець вікторіанської епохи.
- Джордж Генрі Сміт (англ. George Henry Smith; 1922—1996) — американський письменник різних жанрів.

- Джорджа Сміт (англ. Jorja Smith; нар. 1997) — англійська співачка.
- Джош Сміт (англ. Josh Smith; нар. 1985) — американський професійний баскетболіст.
- Джулія Сміт (англ. Julia Smit; нар. 1987) — американська плавчиня, олімпійка.
- Донна Даглас (Сміт) (англ. Donna Douglas; 1933—2015) — американська акторка, співачка та письменниця.

### Е
- Едвард Сміт (англ. Edward Smith; 1804—1866) — американський злочинець.
- Едвін Сміт (англ. Edwin "Ted" Smith; 1931—2010) — британський дослідник, інженер-матеріалознавець.
- Едрієн Сміт (англ. Adrian Smith; нар. 1936) — американський баскетболіст, олімпійський чемпіон (1960).
- Елліотт Сміт (англ. Steven Paul "Elliott" Smith; 1969—2003) — американський музикант, автор-виконавець.
- Елмор Сміт (англ. Elmore Smith; нар. 1949) — американський баскетболіст, центровий.
- Елоїз Сміт (англ. Eloise Valentine Smyth; нар. 1995) — британська кіноакторка та модель.
- Ендрю Сміт (англ. Andrew Smith; 1797—1872) — шотландський лікар, натураліст, дослідник, зоолог.
- Енн Сміт (англ. Anne Smith; нар. 1959) — американська тенісистка.
- Енні Моррілл Сміт (англ. Annie Morrill Smith; 1856—1946) — американська науковиця (ботаніка, бріологія).
- Ентоні Сміт (англ. Anthony D. Smith; нар. 1939) — британський вчений-політолог, професор Лондонської школи економіки, вважається засновником міждисциплінарної галузі досліджень націоналізму.
- Ервін Фрінк Сміт (англ. Erwin Frink Smith; 1854—1927) — американський патолог рослин у Міністерстві сільського господарства США.
- Етель Сміт (англ. Ethel Smyth; 1858—1944) — англійська композиторка, одна з лідерок суфражистського руху.
- Етель Сміт (англ. Ethel May Smith; 1907—1979) — канадська легкоатлетка, олімпійська чемпіонка (1928).

### Й
- Йоганн Якоб Сміт (нід. Johannes Jacobus Smith; 1867—1947) — голландський ботанік.
- Йозеф Сміт (нід. Joseph Smit; 1836—1929) — нідерландський ілюстратор-анімаліст.

### І
- Ієн Сміт (англ. Ian Douglas Smith; 1919—2007) — прем'єр-міністр британської колонії Південна Родезія з квітня 1964 по листопад 1965 р., потім — прем'єр Родезії (з 1965 по 1979 р.)

З
- Зеді Сміт (англ. Zadie Smith; нар. 1975) — англійська письменниця.

### К
- Каллум Сміт (англ. Callum John Smith; нар. 1990) — британський боксер. Чемпіон Європи за версією EBU та чемпіон світу за версією WBA Super, переможець Всесвітньої боксерської суперсерії.
- Катал Джозеф Сміт[en] (англ. Cathal Joseph Smyth; нар. 1959) — британський співак і музикант, колишній член гурту Madness.
- Кевін Сміт (англ. Kevin Patrick Smith; нар. 1970) — американський кінорежисер, актор і сценарист.
- Кенні Сміт (англ. Kenny Smith; нар. 1965) — американський баскетболіст, захисник.
- Керр Сміт (англ. Kerr Van Cleve Smith; нар. 1972) — американський актор.
- Кес Сміт (2006) — нідерландський футболіст.
- К'єра Сміт (англ. Kierra Smith; нар. 1994) — канадська плавчиня, учасниця Олімпійських Ігор 2016, 2020 років.
- Кік Сміт (нід. Kick Smit, 1911 — 1974) — нідерландський футболіст і тренер.
- Кілі Сміт (англ. Keely Smith, при нар. Дороті Жаклін Кілі, англ. Dorothy Jacqueline Keely; 1928—2017) — американська джазова співачка.
- Кларк Ештон Сміт (англ. Clark Ashton Smith; 1893—1961) — американський поет, письменник, художник, скульптор.
- Колін Сміт (англ. Colin Smith; нар. 1983) — британський веслувальник, олімпійський медаліст (2008).
- Корі Майкл Сміт (англ. Cory Michael Smith; нар. 1986) — американський актор.
- Крістофер Сміт (англ. Christopher Smith; нар. 1972) — британський кінорежисер та сценарист.

### Л
- Летта Крапо Сміт (англ. Henrietta "Letta" Crapo Smith; 1862—1921) — американська художниця.
- Ліам Сміт (англ. Liam Mark Smith; нар. 1988) — британський професійний боксер, чемпіон світу за версією WBO.
- Лоурі Сміт (англ. Lawrie Smith; нар. 1956) — британський яхтсмен, олімпійський медаліст (1992).
- Луїс Сміт (англ. Louis Smith; нар. 1989) — британський гімнаст, олімпійський медаліст (2008).

### М
- Майкл/Майк Сміт:
  - Майк Сміт (англ. Michael "Mike" Smith Jr.; нар. 1962) — колишній американський тенісист.
  - Майк Сміт (англ. Michael John "Mike" Smith; нар. 1938) — англійський футбольний тренер.
  - Майк Сміт (англ. Michael "Mike" Smith; нар. 1982) — канадський хокеїст, олімпійський чемпіон (2014).
  - Майкл Сміт (англ. Michael Smith; 1932—2000) — канадський біохімік, лауреат Нобелівської премії з хімії (1993).
  - Майкл Сміт (англ. Michael Smith; нар. 1990) — англійський гравець у дартс, чемпiон свiту з дартсу PDC (2023).
- Майлс Сміт (англ. Miles Smith; нар. 1984) — американський легкоатлет, чемпіон світу.
- Мартін Сміт (англ. Martin Smith; нар. 1958) — британський плавець, олімпійський медаліст (1980).
- Матильда Сміт (англ. Matilda Smith; 1854—1926) — британська ботанік, ботанічна ілюстраторка.
- Меггі Сміт (англ. Maggie Smith; 1934—2024) — провідна англійська акторка повоєнного часу. П'ятикратна лауреатка премії BAFTA в номінації «Найкраща акторка».
- Метт Сміт (англ. Matt Smith; нар. 1982) — англійський актор.
- Мілан Сміт (2003) — нідерландський футболіст.
- Моріс Сміт (англ. Maurice Smith; нар. 1961) — американський спортсмен, професійний кікбоксер і спеціаліст зі змішаних бойових мистецтв.

### Н
- Натан Сміт (англ. Nathan Smith; нар. 1985) — канадський біатлоніст, олімпієць, призер чемпіонатів світу.
- Нейт Сміт (англ. Ira Nathaniel "Nate" Smith; нар. 1974) — американський барабанщик, композитор, продюсер.

### П
- Памела Колман Сміт (англ. Pamela Colman Smith; 1878—1951) — британська художниця, ілюстраторка, письменниця, видавниця та окультистка.
- Патрік Гаррісон «Пат» Сміт (англ. Patrick Harrison «Pat» Smith; нар. 1990) — американський борець греко-римського стилю.
- Патті Сміт (англ. Patti Smith; нар. 1946) — американська рок-співачка і поетеса.
- Пола Сміт (англ. Paula Smith, нар. 1957) — американська тенісистка.
- Пол Лоуренс Сміт (англ. Paul Lawrence Smith; 1936—2012) — американський та ізраїльський актор.
- Пол Рей Сміт (англ. Paul Ray Smith; 1969–2003) — американський військовослужбовець, сержант першого класу армії США, кавалер Медалі Пошани (посмертно).
- Пол Сміт[en] (англ. Paul James Smith; нар. 1982) — британський професійний боксер.
- Пол Сміт (англ. Paul Smyth; нар. 1997) — північноірландський футболіст.

### Р
- Раєн Сміт (англ. Ryan Smyth; нар. 1976) — канадський хокеїст, лівий нападник.
- Реган Сміт (англ. Regan Smith; нар. 2002) — американська плавчиня, чемпіонка світу з водних видів спорту (2019, 2022).
- Рейлі Сміт (англ. Reilly Smith; нар. 1991) — канадський хокеїст.
- Рік Сміт (англ. Rick Smith; нар. 1948) — канадський хокеїст.
- Роберт Сміт (англ. Robert Smith; нар. 1987) — американський борець греко-римського стилю.
- Роберт Сміт (англ. Robert Smith; нар. 1959) — британський автор-виконавець, продюсер та мультиінструменталіст.
- Роберт Сміт (англ. Robert Smith; 1757—1842) — американський політик, державний секретар США з 1809 по 1811 рр.
- Роланд Гедлі Сміт (англ. Roland Smith; нар. 1943) — британський дипломат.
- Ронні Рей Сміт (англ. Ronald Ray Smith; 1949—2013) — американський легкоатлет, олімпійський чемпіон (1968).

### С
- Саймон Сміт (англ. Simon Smith; нар. 1958) — британський дипломат.
- Саманта Рід Сміт (англ. Samantha Reed Smith; 1972—1985) — американська школярка зі штату Мен, котра стала відомою завдяки своєму листу до генерального секретаря ЦК КПРС Юрія Андропова.
- Сем Сміт (англ. Samuel Frederick "Sam" Smith; нар. 1992) — англійський співак.
- Сід Сміт (англ. Sid Frederick; 1925—2004) — канадський хокеїст.
- Скотт Сміт (англ. Scott Bechtel Smith; нар. 1965) — американський письменник і сценарист, автор романів жахів, трилерів.
- Софі Сміт (англ. Sophie Smith; нар. 1986) — австралійська ватерполістка, олімпійська медалістка (2012).
- Стен Сміт (англ. Stanley Roger "Stan" Smith; нар. 1946) — американський тенісист.

Стів Сміт
- Стів Сміт (англ. Steve Smith; нар. 1973) — британський стрибун у висоту, олімпійський медаліст (1996).
- Стів Сміт (англ. Steven Delano Smith; нар. 1969) — американський баскетболіст, захисник.
- Стів Сміт (англ. Steve Smith; нар. 1963) — канадський хокеїст.
- Стіві Сміт (англ. Florence Margaret "Stevie" Smith; 1902—1971) — британська поетеса, письменниця і художниця.
- Стівен Сміт (англ. Stephen Francis Smith; нар. 1985) — британський професійний боксер, призер чемпіонату Європи серед аматорів.

### Т
- Томас Сміт (англ. Thomas Smith; 1945—2019) — англійський футболіст
- Томмі Сміт (англ. Tommy Smith; нар. 1990) — новозеландський футболіст, захисник.
- Тревор Сміт (англ. Trevor Smith, 1936—2003) — англійський футболіст.
- Треші-Кей Сміт (англ. Trecia-Kaye Smith; нар. 1975) — ямайська легкоатлетка, чемпіонка світу в потрійному стрибку.

### Ф
- Фанні Сміт (англ. Fanny Smith; нар. 1992) — швейцарська фристайлістка.
- Філіс Сміт (англ. Phylis Smith; нар. 1965) — британська легкоатлетка, олімпійська медалістка (1992).
- Флойд Сміт (англ. Floyd Smith; нар. 1935) — канадський хокеїст та тренер.

### Ч
- Чарлз Сідні Сміт (англ. Charles Sydney Smith; 1876—1951) — британський плавець і ватерполіст, олімпійський чемпіон (1908, 1912, 1920).
- Чарльз Сміт (баскетболіст, 1965) (англ. Charles Daniel Smith; нар. 1965) — американський баскетболіст, форвард.
- Челсі Сміт (англ. Chelsi Mariam Pearl Smith) (1973—2018) — американська модель, акторка, співачка та телеведуча. Переможниця конкурсів краси Міс США 1995 та Міс Всесвіт 1995 року.

### Ш
- Шерідан Сміт (англ. Sheridan Caroline Sian Smith; нар. 1981) — британська акторка театру та кіно, співачка.

### Я
- Ярдлі Сміт (англ. Martha Maria Yeardley Smith; нар. 1964) — американська акторка.
- Ясемін Сміт (нід. Yasemin Smit; нар. 1984) — нідерландська ватерполістка, олімпійська чемпіонка (2008).